# Vieillesse du cheval
Vous lisez un « bon article » labellisé en 2014.
La vieillesse du cheval est le temps du déclin physique et mental du cheval, qui empêche généralement son utilisation pour la plupart des activités équestres. L'âge est différent selon les races et l'utilisation passée, la vieillesse survenant plus rapidement chez les chevaux de sport du type Pur-sang que chez les poneys rustiques. Les signes de vieillesse chez le cheval incluent l'usure bien visible de la denture, le blanchiment de certaines zones de la tête, le creusement du dos et des raideurs dans la locomotion. L'animal devient aussi plus sensible au passage des saisons.
À partir des XVIIIe et XIXe siècles, la pratique de l'hippophagie n'étant plus un interdit religieux respecté en Europe, les animaux âgés sont vendus à l'équarrisseur ou abattus pour leur viande. L'acquisition progressive du statut d'animal de compagnie a induit d'autres options de réforme pour la fin de vie de ces animaux. Les mises à la retraite sont plus fréquentes, les chevaux âgés pouvant aussi être orientés vers des activités douces du type « promenade ». La vieillesse du cheval peut poser un problème économique et éthique, les propriétaires de chevaux n'anticipant pas toujours la longévité de leur animal ni le coût de son entretien sur la durée. Ce problème est à l'origine de fraudes et d'escroqueries impliquant des reventes à l'abattoir.

## Longévité et vieillesse

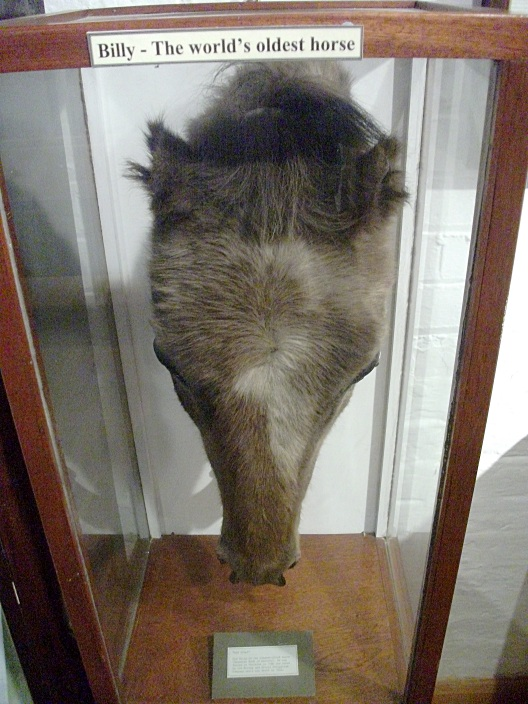
Tête taxidermisée d'Old Billy, le plus vieux cheval du monde, au Manchester Museum.

L'espérance de vie du cheval domestique s'est allongée grâce à une meilleure gestion de son alimentation et des soins, elle s'explique par l'attachement grandissant envers l'animal. La longévité moyenne du cheval se situe désormais entre 25 et 30 ans, avec des différences suivant la race et l'emploi. Les poneys profitent d'une longévité significativement supérieure à celle des chevaux, il n'est pas rare qu'ils dépassent les 30 ans,. Les chevaux de trait, les races arabes et ibériques vivent significativement plus longtemps que les trotteurs et Pur-sangs.
Pierre Enoff affirme que les chevaux peuvent vivre jusqu'à 50 ans à l'état sauvage, une information contredite par les études réalisées sur des ossements d'équidés préhistoriques, démontrant qu'ils ne dépassent jamais 15 à 20 ans. Les chevaux sauvages sont soumis à diverses pressions induisant une mortalité élevée (faim, soif, attaques de prédateurs, etc).
Le plus vieux cheval connu, Old Billy (1760-1822), est mort à 62 ans et a fait la une des journaux de Manchester. Il s'agissait d'un cheval de travail, de type Shire / Cob. Des records de longévité sont régulièrement signalés pour des chevaux qui atteignent 37 ans (Bayou, un cheval français d'origine inconnue), 42 ans (pour Tango Duke, 1935-1978, un Pur-sang australien détenteur du record de cette race) ou encore 51 ans pour Badger (1953-2004) et Shayne (1962-2013), respectivement un croisé Welsh / Arabe et un Trait irlandais,. Le record des poneys appartient à Sancho, un autre croisé Welsh / Arabe mort à 54 ans, en 2003. Il était auparavant détenu par Steady Teddy, poney américain mort à 53 ans. Mokie a été détenteur du record du plus vieux cheval vivant jusqu'à sa mort à 40 ans en 2025.
L'âge n'est qu'une notion subjective pour mesurer la vieillesse d'un cheval, celle-ci dépend d'une foule de facteurs dont l'alimentation, l'héritage génétique, les soins de base et l'environnement. En 2000, selon les spécialistes, l'âge retenu pour parler de « vieux cheval » peut être de 16, 18 ou 20 ans. D'après William Martin-Rosset, après 3 ans, l'âge du cheval peut être multiplié par trois pour obtenir un équivalent humain. Un cheval de 20 ans équivaudrait donc, à peu près, à 60 ans chez l'homme. Par le passé, un cheval était souvent considéré comme « vieux » après 15 ans, mais il est désormais habituel que des animaux de plus de 15 ans travaillent activement. Bien que l'âge où un cheval devient « vieux » soit difficile à établir, les vétérinaires constatent qu'environ 70 % des chevaux de plus de 20 ans doivent faire l'objet de soins spécifiques. Des exceptions existent toujours, certains chevaux de 25 ans et plus pouvant toujours être montés et nourris de la même manière que n'importe quel autre. Le classement d'un cheval comme étant « âgé » dépend de la survenue d'un problème de santé (typiquement, l'arthrose) et de signes extérieurs de vieillissement bien davantage que de son seul âge,. Des chevaux âgés peuvent exceptionnellement rester compétitifs à de hauts niveaux dans des épreuves particulièrement sélectives. Nobby est devenu champion du monde d'endurance à 16 ans.

## Signes de vieillissement

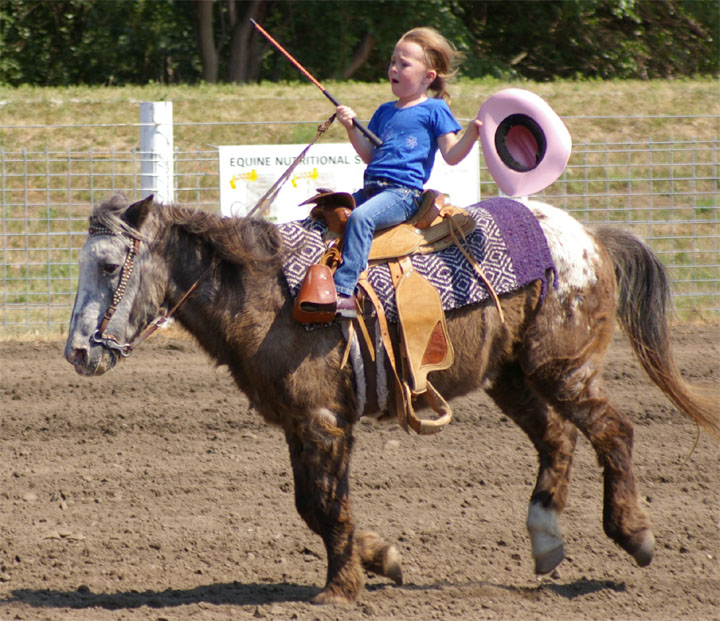
Chez ce poney très âgé monté par une petite fille, les poils blancs sont nombreux sur la tête.

Certains signes permettent de reconnaître la vieillesse sans ambiguïté. Déterminer l'âge des chevaux par l'observation se révélait capital à l'époque où l'animal était utilisé pour tous les travaux de la vie quotidienne. Ainsi, Le Nouveau Parfait Maréchal (XVIIIe siècle) conseille déjà d'observer (entre autres) les dents, la queue, les salières (creuses chez le vieux cheval), l'os de la ganache (plus tranchant chez les vieux chevaux) et les poils blancs des sourcils, pour évaluer l'âge de l'animal. Historiquement, les chevaux de 5 à 8 ans étaient les plus chers, la valeur de l'animal décroissant progressivement après 8 ans. La présence d'une couleur de robe presque blanche, rare chez les jeunes chevaux, était ainsi un indice pour reconnaître un cheval de plus de 8 ans.
Le dos a tendance à se creuser, les os du garrot et du bassin se font plus apparents, les mouvements deviennent plus raides quand vient la vieillesse. Les mauvaises conditions physiques (maigreur et/ou ventre rond), le manque de muscles et des paturons très inclinés à cause du vieillissement des tendons et des ligaments constituent autant d'indices d'un âge avancé. Les modifications ne sont pas seulement physiques, puisque l'animal change ses habitudes alimentaires et ses réactions à l'environnement, pouvant devenir indifférent à ses congénères et aux êtres humains. Tout son rythme de vie ralentit, il dort davantage et conserve son énergie pour résister au climat et aux maladies. La plupart des signes de vieillesse empêchant l'utilisation habituelle du cheval surviennent entre 16 et 20 ans. Le plus handicapant et le plus fréquent est une perte en locomotion, souvent signe d'arthrose,. En plus des signes visibles de vieillissement, le cheval subit une dégradation des cinq sens et de ses organes, aussi bien le système respiratoire que digestif et cardio-vasculaire.

### Bouche et dents
La bouche et la denture du cheval sont bien connues pour se modifier avec l'âge. Les canines s'émoussent, s'usent et deviennent jaunes sous l'action du mors. Les dents paraissent aussi plus longues et décharnées autour des gencives. Les incisives en pince s'avancent. Chez les chevaux les plus vieux, elles sortent de la bouche presque à l'horizontale. Le palais se décharne, les sillons s'effacent chez les vieux chevaux. Une croyance populaire voulait autrefois que l'on puisse connaître l'âge d'un cheval en poussant sa lèvre et en comptant les plis, le nombre de plis étant censé être égal à son âge. Plus scientifiquement, on observe un relâchement de la lèvre inférieure chez les vieux chevaux. L'observation des dents étant le critère le plus fiable pour évaluer l'âge en l'absence de documents d'identification, il est à l'origine de l'expression populaire « à cheval donné on ne regarde pas les dents ». Toutefois, il devient difficile d'estimer l'âge d'un cheval à partir de ses dents s'il a plus de 15 ans.

### Pelage

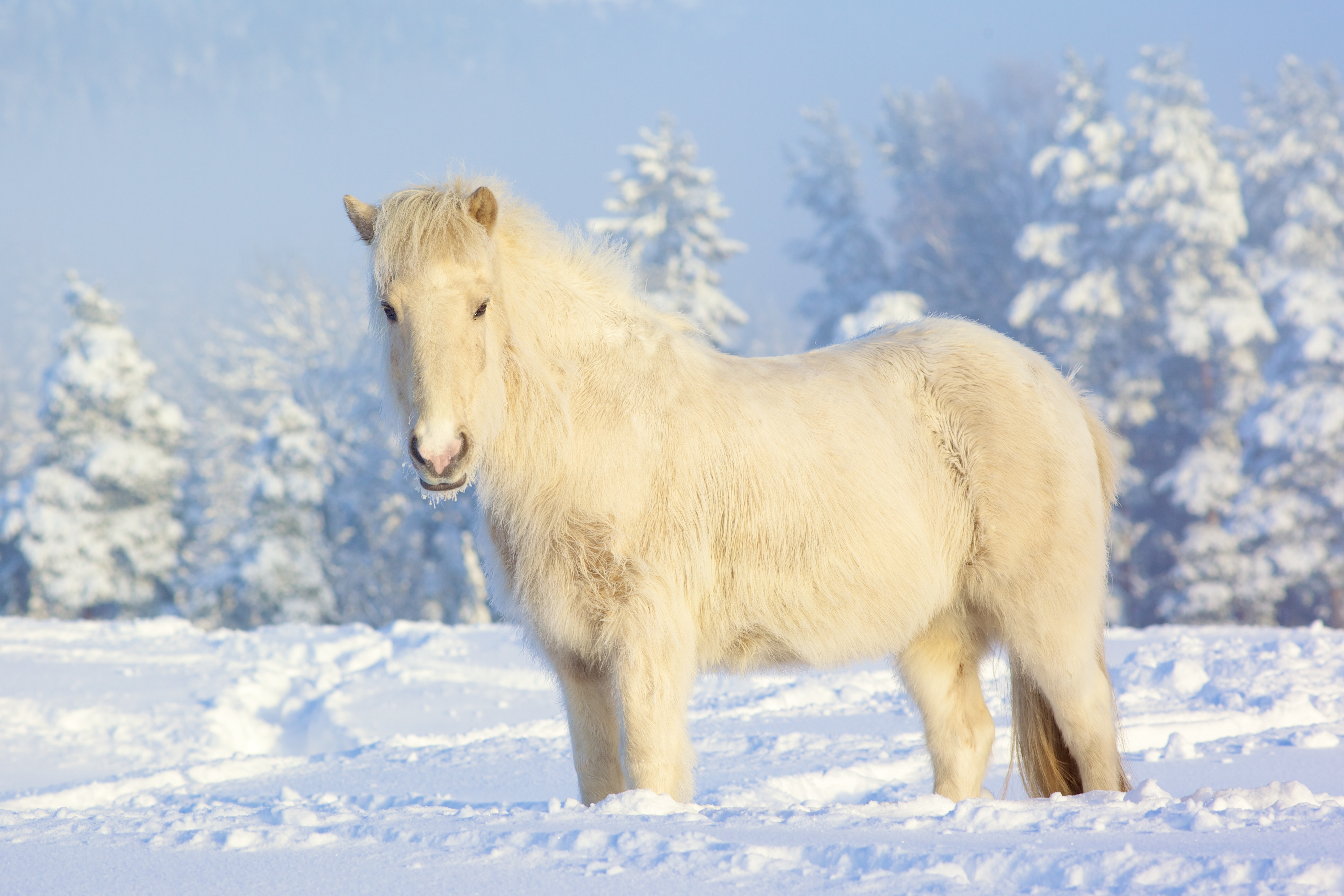
La pousse du poil d'hiver peut être modifiée.

La présence de poils blancs sur la tête (autour des yeux et du museau) et parfois sur le corps, évoquant assez bien le blanchissement des cheveux chez l'être humain, est un autre signe de vieillissement, tout comme le rendu au toucher des poils, qui deviennent plus rêches. Un cheval foncé portant des poils blancs au niveau des sourcils a généralement plus de 15 ans. Les vieux chevaux ont une pousse de poils d'hiver parfois inhabituelle par son abondance, sa précocité ou sa lenteur,.

## Gestion

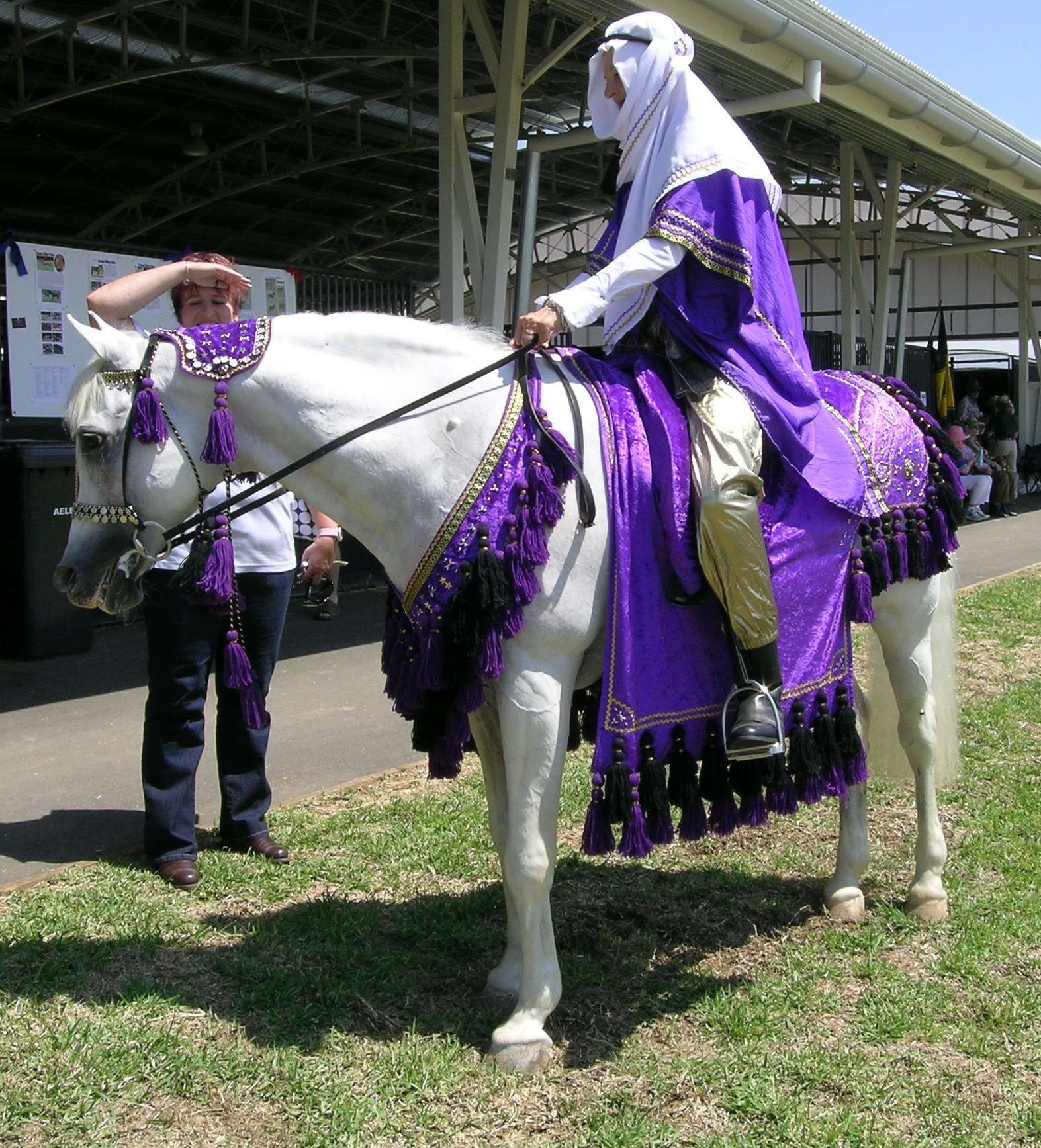
Newbridge Hesaab, étalon arabe de 28 ans monté en costume traditionnel. Le cheval arabe profite souvent d'une longévité supérieure aux autres races.

La question de la gestion du cheval âgé se pose dans le cadre du rapprochement du cheval avec l'animal de compagnie et de la multiplication des animaux de loisir familiaux, notamment en Europe et aux États-Unis. Jadis, la revente à la boucherie ou l'exploitation de l'animal jusqu'à l'équarrissage ne soulevaient pas de questions éthiques ou sentimentales, le cheval devant se montrer rentable pour son propriétaire,. Depuis les années 1990, il est plus fréquent d'offrir une retraite aux chevaux en fin de carrière, chez leur propriétaire ou dans un centre spécialisé,,. La population des chevaux âgés et/ou à la retraite est difficile à quantifier, mais l'université du Nevada à Reno estime que 10 % de la population chevaline des États-Unis a plus de 20 ans.
S'il doit comme tout cheval bénéficier d'eau à volonté, d'un abri en pâture et d'une pierre à lécher, le cheval âgé demande des précautions parfois méconnues. En plus de surveiller sa nourriture, il est fortement recommandé de continuer ses vaccins, l'entretien des dents (le dentiste équin doit être consulté au moins une fois par an d'après les vétérinaires), la vermifugation et la maréchalerie (25 à 50 % des frais annuels selon les vétérinaires américains) sans isoler l'animal, pour permettre une fin de vie dans de bonnes conditions,. Les chevaux âgés souffrent fréquemment d'arthrose, de problèmes dentaires et digestifs. Ils deviennent plus sensibles au passage des saisons et peuvent subir d'importantes pertes de poids,.

### Retraite et réforme

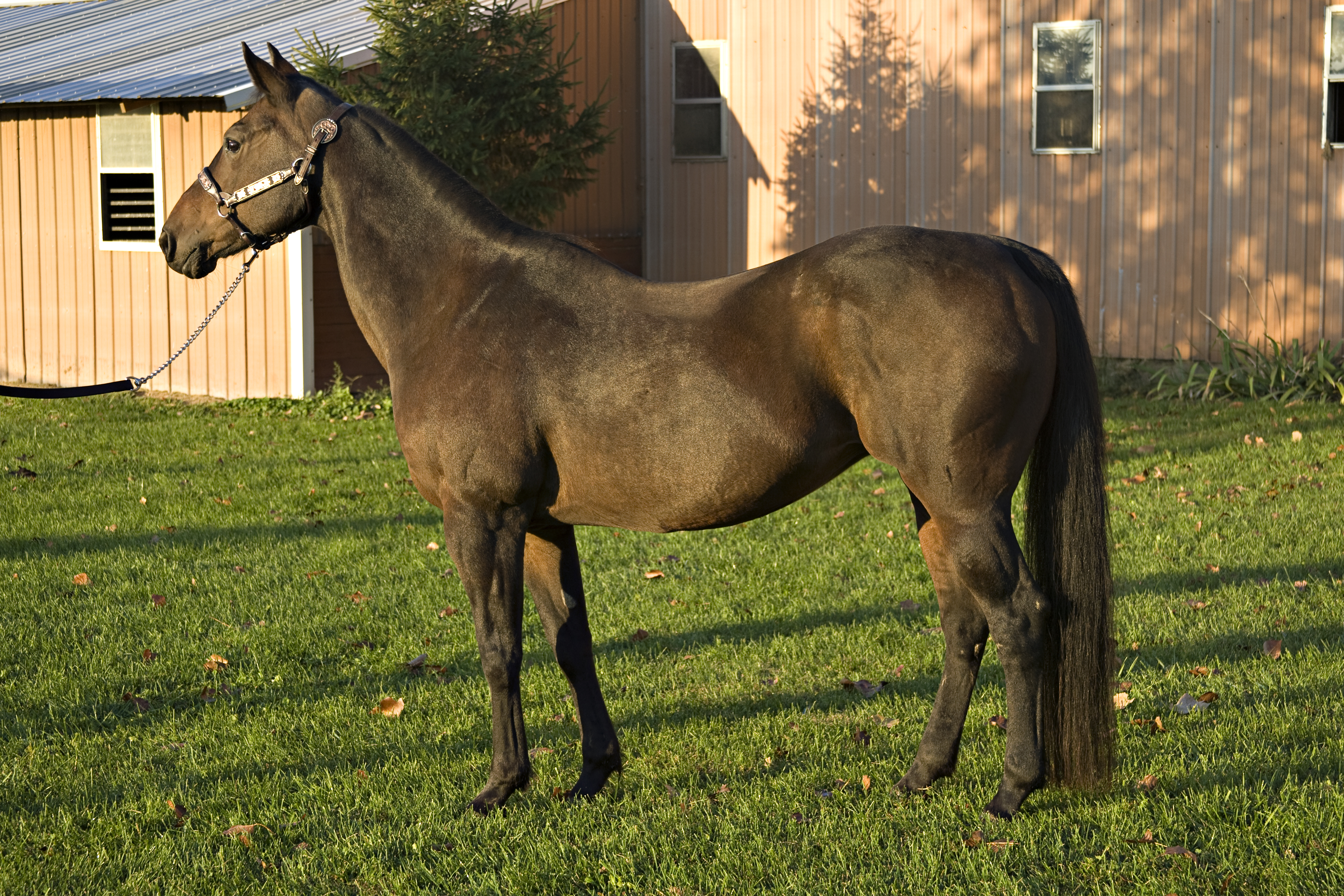
L'ensellement, creusement du dos, touche les chevaux âgés qui ont été montés et cause des douleurs en cas d'équitation. Ici, une jument Quarter Horse.

Les chevaux sont réformés d'une grande variété d'activités, comme les centres équestres, le sport (saut d'obstacles, dressage, etc.), le spectacle, l'armée ou encore la recherche en laboratoire. Les chevaux de course, classiquement, connaissent plusieurs activités dans leur vie car les courses sont très sélectives. Une solution classique est de limiter le cheval âgé aux « balades ». Aux États-Unis, ces animaux sont souvent gardés en famille pour l'instruction des jeunes enfants. Il y existe aussi des centres d'équitation thérapeutique (therapeutic riding) qui récupèrent gratuitement les chevaux âgés des particuliers pour la mise en selle des personnes handicapées. D'autres chevaux âgés sont envoyés dans des centres équestres pour l'enseignement de l'équitation aux débutants, mais il survient toujours un moment où l'animal ne peut plus être monté du tout. La réduction d'activité se traduit par une perte de masse musculaire, aggravée avec l'âge. Il est déconseillé de laisser les vieux chevaux en inactivité totale, car cela affaiblit leurs muscles et leur squelette. Il est également déconseillé de passer brutalement d'une activité physique intense au repos, les chevaux s'adaptant mieux physiquement et moralement aux diminutions progressives d'activité. De même, un cheval habitué à vivre en box ne peut s'adapter du jour au lendemain à la vie en extérieur. Une mise à l'exercice régulière permet de garder des vieux chevaux actifs et utiles,.
Il existe des centres d'hébergement pour équidés retraités, comparables à des « maisons de retraite » pour chevaux. En France, la plus ancienne et l'une des mieux connues est l'œuvre de Pech Petit, dans le Lot, fondée en juillet 1970 pour accueillir de vieux chevaux de centre équestre promis à l'abattoir. Beaucoup d'autres organismes du même type existent dans différents pays, aussi bien en France qu'au Canada, en Belgique ou en Suisse. Certains particuliers peuvent se séparer de leur cheval pour des raisons économiques, familiales (divorce, décès...) ou même psychologiques, pour éviter de voir leur animal vieillir et d'avoir à prendre la décision d'une euthanasie. Les prestations du type pension-retraite pour chevaux âgés sont amenées à se développer.

### Alimentation

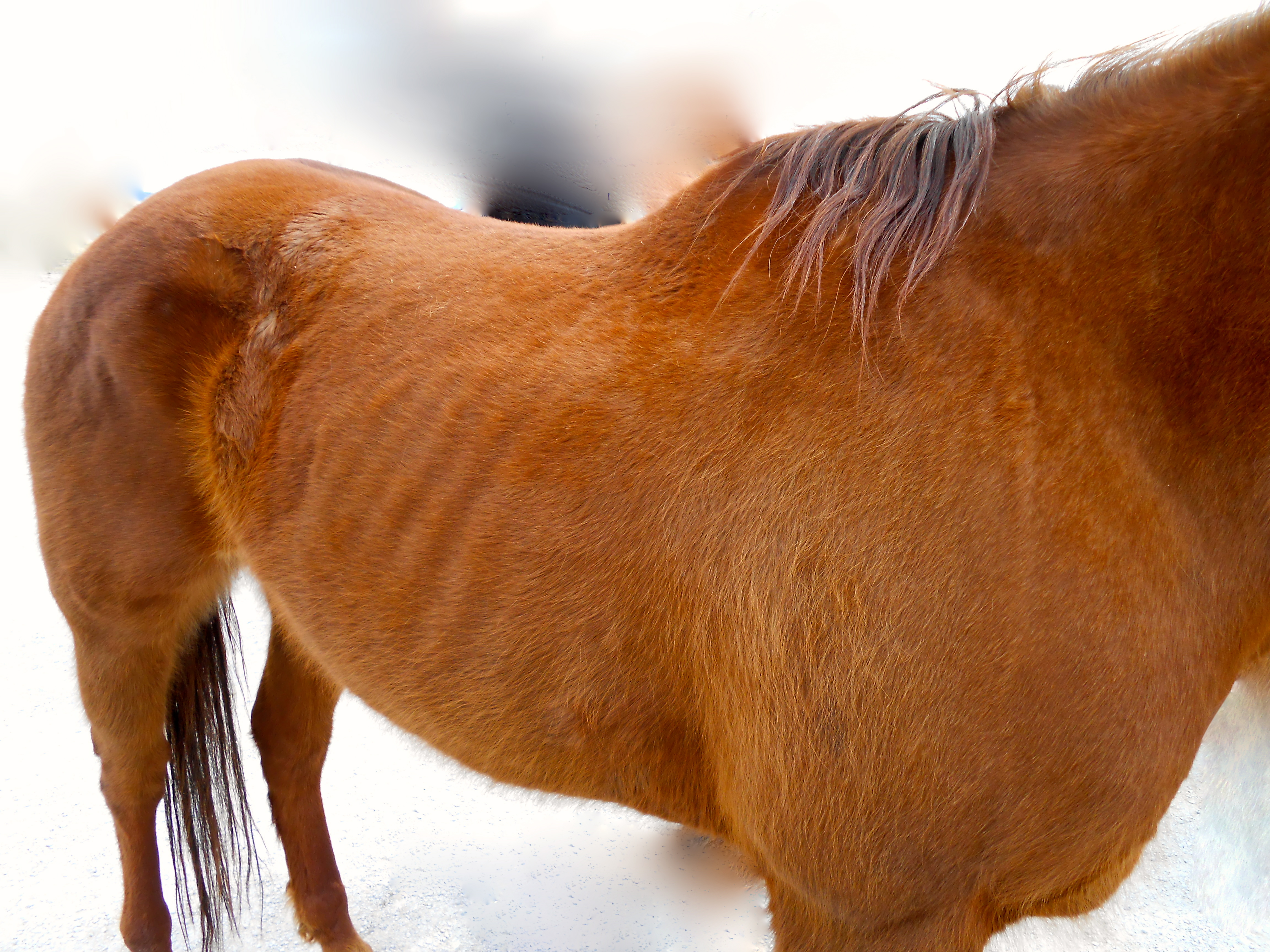
Vieux cheval maigre à la fin de l'hiver.

La nourriture du vieux cheval doit être équilibrée, facile à mâcher et digérer, avec une préférence pour les ensilages mi-fanés, le foin de haute qualité,, le son de blé, les graines de lin, les flocons ou les mueslis. Un taux élevé de fibres et de paille est déconseillé, tout comme un trop gros apport de luzerne et de pommes, qui sont laxatives à haute dose. L'INRA recommande 10 à 12 % d'apport en matière sèche azotée. Les pâtures ne suffisent généralement pas à trouver l'équilibre alimentaire et demandent des compléments. Les fabricants proposent de plus en plus souvent des rations adaptées aux vieux chevaux,, dont les besoins énergétiques diminuent, tandis que les besoins en minéraux semblent augmenter. Ils ressentent moins la faim et la soif.
Les dents peuvent être très usées ou présenter des malocclusions et parodontoses, les empêchant de mastiquer convenablement,. Dans ce cas, il convient de hacher le foin avant de le donner. La digestion devient parfois moins efficace, avec des ralentissements voire des arrêts du transit intestinal, comme en témoignent les crottins,. Le cheval s'abreuve moins souvent, conduisant dans les cas extrêmes à une déshydratation. Si le foie et les reins sont altérés, l'urine devient foncée et nauséabonde.
Les chevaux âgés ont tendance à perdre du poids et des graisses corporelles, ce qui peut se traduire par la nécessité de leur donner de plus grandes quantités de nourriture ou une ration plus qualitative. Ces pertes de poids, fréquentes et pouvant avoir des causes multiples (carence, problème de dents, manque d'appétit, problème de digestion...), constituent un facteur aggravant de mortalité. Il est délicat de faire reprendre de la masse à un vieux cheval, une possibilité étant d'ajouter raisonnablement de la graisse végétale (comme l'huile de maïs) à leur nourriture. Ce problème d'amaigrissement peut causer des soucis aux propriétaires, parfois soupçonnés à tort de maltraitance animale. Le problème inverse existe aussi, des chevaux sans activité et trop nourris pouvant devenir obèses, ce qui leur abîme les jambes et les pieds.

### Mise au pré
Dans le cas d'un nourrissage en groupe, le vieux cheval peut ne pas être en mesure de résoudre les rapports de dominance avec ses compagnons de pré et se voir refuser l'accès à la nourriture. Il est conseillé de laisser les vieux chevaux en paire s'ils s'entendent bien, plutôt qu'au sein d'un troupeau. Deux chevaux âgés qui partagent le même pré ou paddock développent souvent de forts liens d'amitié. S'ils viennent à être séparés ou si l'un des deux meurt, la séparation peut cependant pousser l'animal resté seul à se laisser dépérir.

### Santé

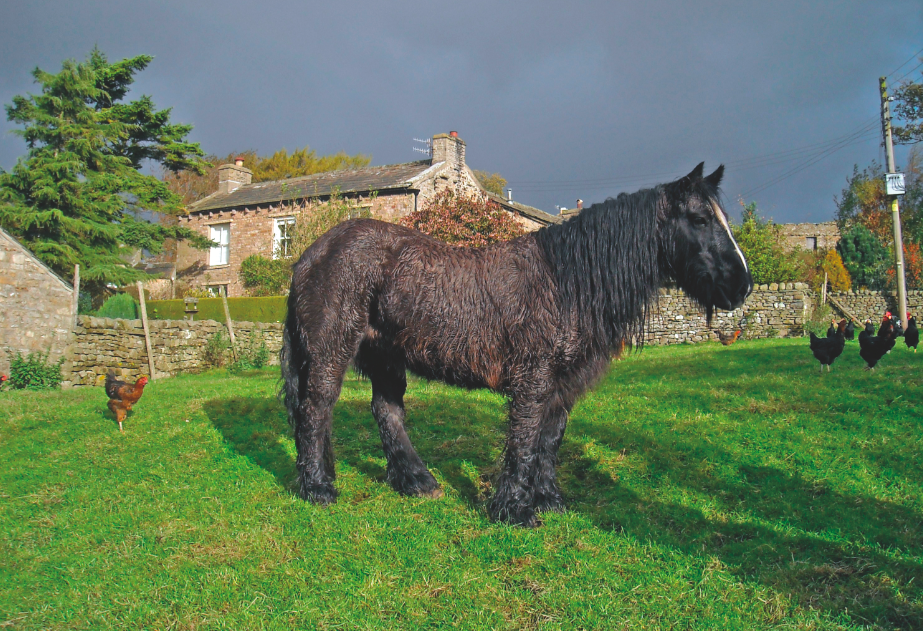
Cheval hirsute atteint du syndrome de Cushing équin.

Une maladie typique du cheval âgé est le syndrome de Cushing, causé par une augmentation de cortisone dans le sang. Elle peut être détectée par l'aspect hirsute du pelage, une transpiration et une urine excessives. Sans remède, la maladie peut toutefois être atténuée. Le syndrome métabolique équin, proche de la précédente, est une autre maladie typique provoquant l'obésité et une fourbure. La restriction de l'apport en glucides et l'exercice peuvent l'atténuer.
Le risque de coliques augmente avec l'âge, les plus vieux chevaux étant statistiquement davantage sujets aux coliques chirurgicales. L'absence d'activité soutenue réduit ce risque, de même que la mise au pré et la vermifugation. L'arthrose, destruction du cartilage articulaire avec des phases de crise et de rémission, entraîne de grandes souffrances à un âge avancé. C'est une cause majeure d'euthanasie de chevaux,. L'âge modifie la structure du cartilage et augmente l'affection, qui devient plus grave en l'absence de soins appropriés des pieds. Il est possible de soulager les douleurs en administrant un anti-inflammatoire. De même, il est conseillé de faire marcher et trotter l'animal pour augmenter la température de ses muscles et activer la circulation sanguine. Il arrive cependant que des chevaux très vieux deviennent incapables de se coucher ou se lever seuls. Les pieds sont plus fragiles, avec un risque plus élevé de fourbure.
Les chevaux âgés peuvent aussi souffrir d'ostéoporose et de problèmes de vue entraînant des besoins spécifiques, et d'une baisse générale d'immunité aux maladies. Lorsqu'ils se blessent, les complications infectieuses sont plus fréquentes.

### Mortalité

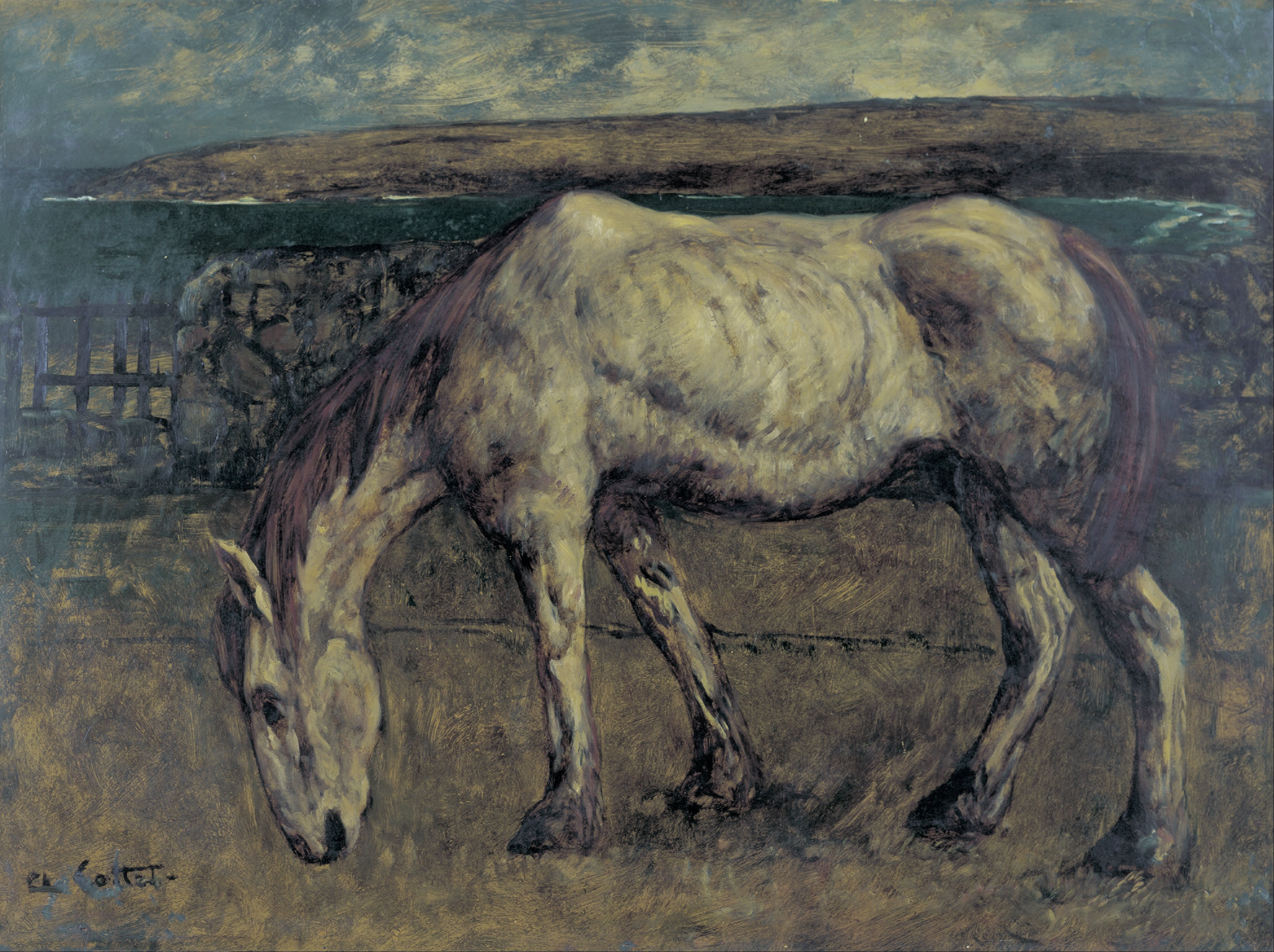
Vieux cheval dans un terrain vague (1898), peinture de Charles Cottet.

Il est très rare qu'un cheval meure réellement « de vieillesse », une enquête réalisée auprès des vétérinaires francophones en 1997 ne relevant que 0,6 % de cas. La première cause de mortalité reste les coliques. Les autres causes observées chez le cheval de plus de quinze ans incluent les affections de la locomotion (arthrose, fractures), les affections du système reproducteur, les arrêts et insuffisances cardiaques, les affections respiratoires et les tumeurs ou cancers en tous genres. Les coliques sont aggravées chez les vieux chevaux par des tumeurs graisseuses, les lipomes pédiculés, qui provoquent des torsions et des obstructions pendant la digestion. La mortalité par affection du système reproducteur survient généralement à cause d'une mise à la reproduction trop tardive, ce qui provoque une rupture de l'artère utérine pendant la mise bas. Les cancers, lymphomes et tumeurs, deviennent une cause de mortalité importante chez les chevaux les plus vieux. Les maladies infectieuses ne représentent que 10 à 15 % des décès. Les arrêts cardiaques sont typiques des vieux chevaux de sport, tandis que les affections respiratoires (emphysème pulmonaire...) touchent surtout les chevaux retraités des centres équestres.
Si les chevaux morts sont, dans la majorité des pays, toujours envoyés à l'équarrissage, l'idée de cimetières pour chevaux fait surface.

## Aspects économiques

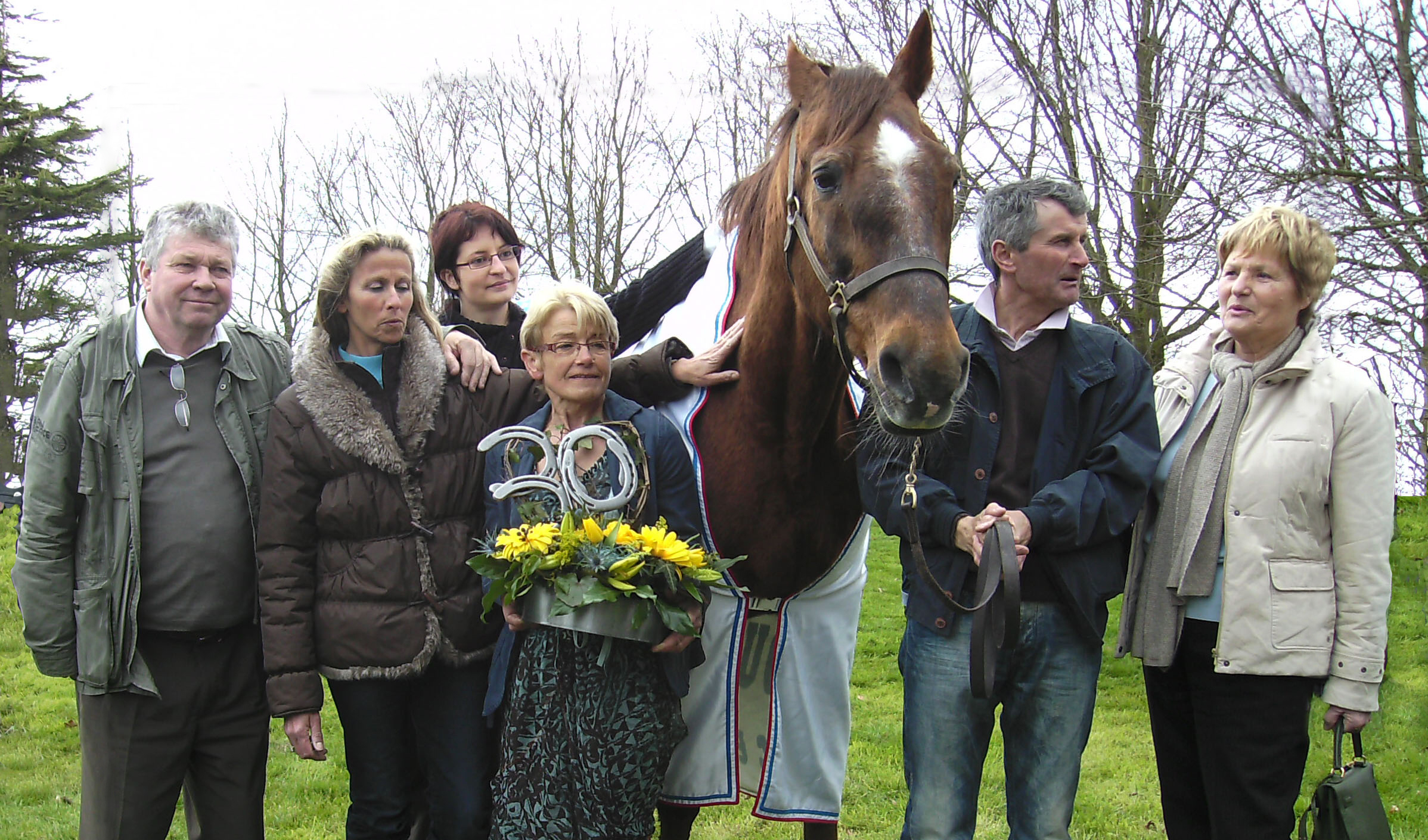
Le célèbre trotteur français Ourasi, à la célébration de ses 30 ans.

La gestion du cheval en fin de vie pose des problèmes économiques. En 1990, la sociologue et démographe Vérène Chevalier s'est prononcée contre la mise à la retraite des chevaux, en arguant qu'elle nuit à l'économie de toute la filière équine, poussant les propriétaires à dépenser leur argent pour l'entretien d'un cheval inutile au lieu d'en acheter un nouveau, et d'envoyer l'ancien à l'abattoir,. De même, le CGAAER et l'INRA estiment qu'il faudrait diminuer les recours à l’équarrissage et augmenter les abattages, car la mise à la retraite des chevaux âgés reviendrait à « gaspiller » une « part non négligeable de viande rouge de qualité disponible sur pied ». La dimension affective liant le cavalier à sa monture est considérée comme un « frein » à l'abattage.

### Coût
Un cheval âgé peut devenir impossible à vendre, et sa gestion se révèle onéreuse. L'exemple classique est celui du cheval interdit de revente à la filière hippophagique, qui n'a aucune valeur commerciale. Pour les propriétaires désireux d'épargner l'abattoir à leur animal, il convient de prévoir financièrement le coût d'entretien et celui du règlement de l'équarrisseur,. Certains chevaux âgés victimes d'affections ou de maladies, comme les coliques, ne sont pas soignés pour des raisons économiques. Les propriétaires qui n'ont plus les moyens d'entretenir leur cheval peuvent le confier à une œuvre de charité,.

### Fraudes et escroqueries
L'existence de fraudes et d'escroqueries sur les vieux chevaux est connue. Elles impliquent différents organismes et des particuliers qui, sous couvert d'être des œuvres de charité et d'offrir une retraite heureuse aux chevaux, cherchent en réalité à se procurer gratuitement des animaux qu'ils revendent ensuite à un abattoir, empochant le bénéfice correspondant au prix de la viande,,. Aux États-Unis, certains centres d'équitation thérapeutique peu scrupuleux euthanasient les chevaux trop vieux pour être montés ou les revendent à l'abattoir. L'escroquerie se développe avec la crise économique. Documentée depuis 2011 et soupçonnée au moins depuis le début de l'année 2013 en France, cette « fraude à la retraite » est publiquement révélée fin août, après la découverte d'une falsification sur des papiers d'identification d'équidés en Belgique, entraînant un risque sanitaire pour le consommateur. Elle met en relief d'importantes divergences d'opinion entre les différents acteurs du monde du cheval et les institutions d'élevage qui les représentent. La Fédération nationale du cheval s'est empressée de défendre la filière de la viande de cheval. En réaction, la France a durci la réglementation sur les abattages équins en rendant obligatoire la présentation du feuillet médicamenteux de l'animal.

## Dans la culture

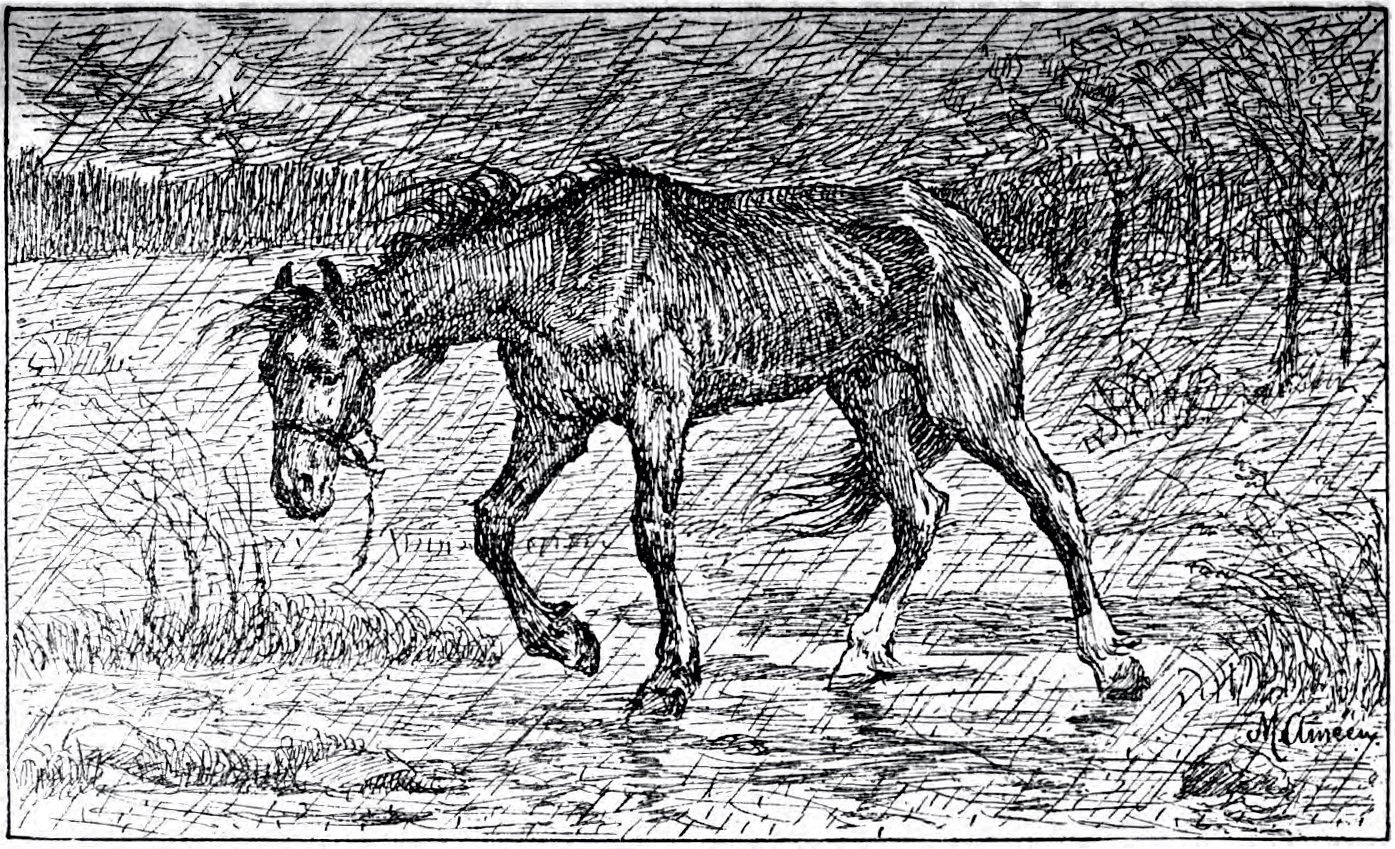
Den gamla hästen (le vieux cheval), dessin de Märta Améen (1871-1940) pour une édition de Nils Holgersson.

De vieux chevaux sont cités dans bon nombre d’œuvres, entre autres Le Merveilleux Voyage de Nils Holgersson à travers la Suède et La Ferme des animaux, où le cheval de trait Malabar, épuisé par la construction d'un moulin, fait les frais de l'avidité des cochons qui prétendent l'envoyer à l'hôpital mais le vendent en réalité à l’équarrissage, afin de s'acheter une caisse de whisky. Dans Les Trois Mousquetaires, Alexandre Dumas mentionne la monture de D'Artagnan comme étant un vieux cheval de 13 ans. Son père le lui confie ainsi qu'une lettre où il recommande de ne jamais vendre l'animal, et de le laisser tranquillement et honorablement mourir de vieillesse. Cependant, après s'être couvert de honte à Paris sur une telle monture, D'Artagnan préfère la vendre pour trois écus. Dans l'ouvrage destiné à la jeunesse Le Vieux Cheval et la Mer, deux enfants permettent à leur plus vieux cheval de voir la mer une dernière fois.
Le vieux cheval peut jouer un rôle plus valorisant dans les contes. Dans le conte oral africain en wolof Le Cheval enchanté, le cheval Samba Bingi Bangi, « plus âgé que Dieu lui-même », sauve la vie de la jeune fille à qui il est offert en cadeau de mariage. Imprudente, elle a épousé malgré elle un lion : Samba Bingi Bangi donne sa vie pour la tirer de ce piège.
Au cinéma, Le Cheval de Turin de Béla Tarr, sorti en 2011, s'ouvre sur la vision d'un vieux cocher et de son cheval, inspirée par un épisode de la vie de Friedrich Nietzsche qui, en 1889, a enlacé un vieux cheval d'attelage à Turin avant de céder à la folie. Le film raconte l'histoire de ce cheval avant sa rencontre avec Nietzsche. Le film français Heureux qui comme Ulysse, avec Fernandel, raconte l'histoire d'un cheval camarguais de 28 ans, promis à la mort dans une arène. Antonin (Fernandel) le remet en liberté en Camargue.

#### Ouvrages scientifiques
- Jean-Pierre Digard, « Le XXe siècle ou le cheval de divertissement - jusqu'où ? », dans Une histoire du cheval : art, technique, société, Actes Sud, coll. « Nature », 1er mars 2007, 296 p. (ISBN 2742764836 et 978-2742764839)
- (en) Pete G. Gibbs, G. D. Potter, W.L. Scrutchfield et M.T. Martin, Mature, senior and geriatric horses : Management, Care and Use, Texas A&M University, coll. « AgriLife extension », 18 p. (lire en ligne)
- Roger Wolter, « Alimentation du cheval dénutri, stressé ou âgé », dans Alimentation du cheval, France Agricole Editions, coll. « Produire mieux », 1999 (ISBN 2855570522 et 9782855570525)
- William Martin-Rosset, « Le cheval âgé », dans Nutrition et alimentation des chevaux, Éditions Quae, coll. « Savoir-faire », 2012 (ISBN 2759216683 et 9782759216680), p. 312-314
- Anne Couroucé-Malblanc, « Les maladies du vieux cheval », dans Maladies des chevaux, France Agricole Editions, 2010 (ISBN 2855571685 et 9782855571683), p. 294-302

#### Articles
- Dr Jacques Laurent, « Les mécanismes du vieillissement chez le cheval », Cheval Savoir, no 25,‎ octobre 2011 (lire en ligne)
- Dominique Lambert-Lefranc et Dr Jacques Laurent, « La gestion du cheval âgé », Cheval Savoir, no 25,‎ octobre 2011 (lire en ligne)
- Amélie Tsaag Valren, « Crise : se séparer de son cheval… dans la douleur ? », Cheval Savoir, no 49,‎ décembre-janvier 2014 (lire en ligne)
- Isabelle Burgaud, « Prenez soin de votre vieux cheval », Cheval Magazine, no 507,‎ février 2014, p. 90-91 (lire en ligne)
- Xavier Dornier, Aline Decouty, Émilie Anguelu et Pascale Heydemann, « Gestion de la fin de vie des équidés : Quelles sont les pratiques actuelles et leurs impacts économiques ? », Équ’idée,‎ septembre 2015 (lire en ligne)